# John Lee
John Lee, nato John Fiott (28 aprile 1783 – Hartwell House, 25 febbraio 1866), è stato un astronomo, matematico, numismatico e filantropo britannico.

## Biografia
Era il più grande dei figli di John Fiott e Harriet Lee. Rimasto orfano in giovane età fu cresciuto da suo zio materno William Lee Antonie. Studiò matematica al St John's College, Cambridge tra il 1802 ed il 1806. In coerenza con i suoi studi viaggiò in Medio Oriente ed in Europa dal 1807 al 1815 interessandosi anche di antiquariato. Prese il cognome Lee alla morte dello zio il quale subordinò l’eredità al cambio del suo cognome originario.
Nel 1824 fu eletto membro della Royal Astronomical Society di cui divenne presidente tra il 1861 e il 1863. Divenne Membro della Society of Antiquaries of London nel 1828 e Membro della Philological Society nel 1831. Tra il 1830 ed il 1839 costruì un Osservatorio astronomico nelle vicinanze di Hartwell House (Buckinghamshire) dopo che la ebbe ereditata dal Reverendo Sir George Lee. Divenne Membro della Royal Society nel 1831 e fu il primo Presidente della Numismatic Society of London nel 1836. Contribuì alla fondazione della Royal Meteorological Society nel 1850 divenendone Presidente dal 1855 al 1857 .
Nel 1833 sposò Cecilia Rutter che morì nel 1854; l'anno successivo si sposò con Louisa Catherine Heath.
A John Lee la UAI ha intitolato il cratere Lee sulla Luna.